# 都市化

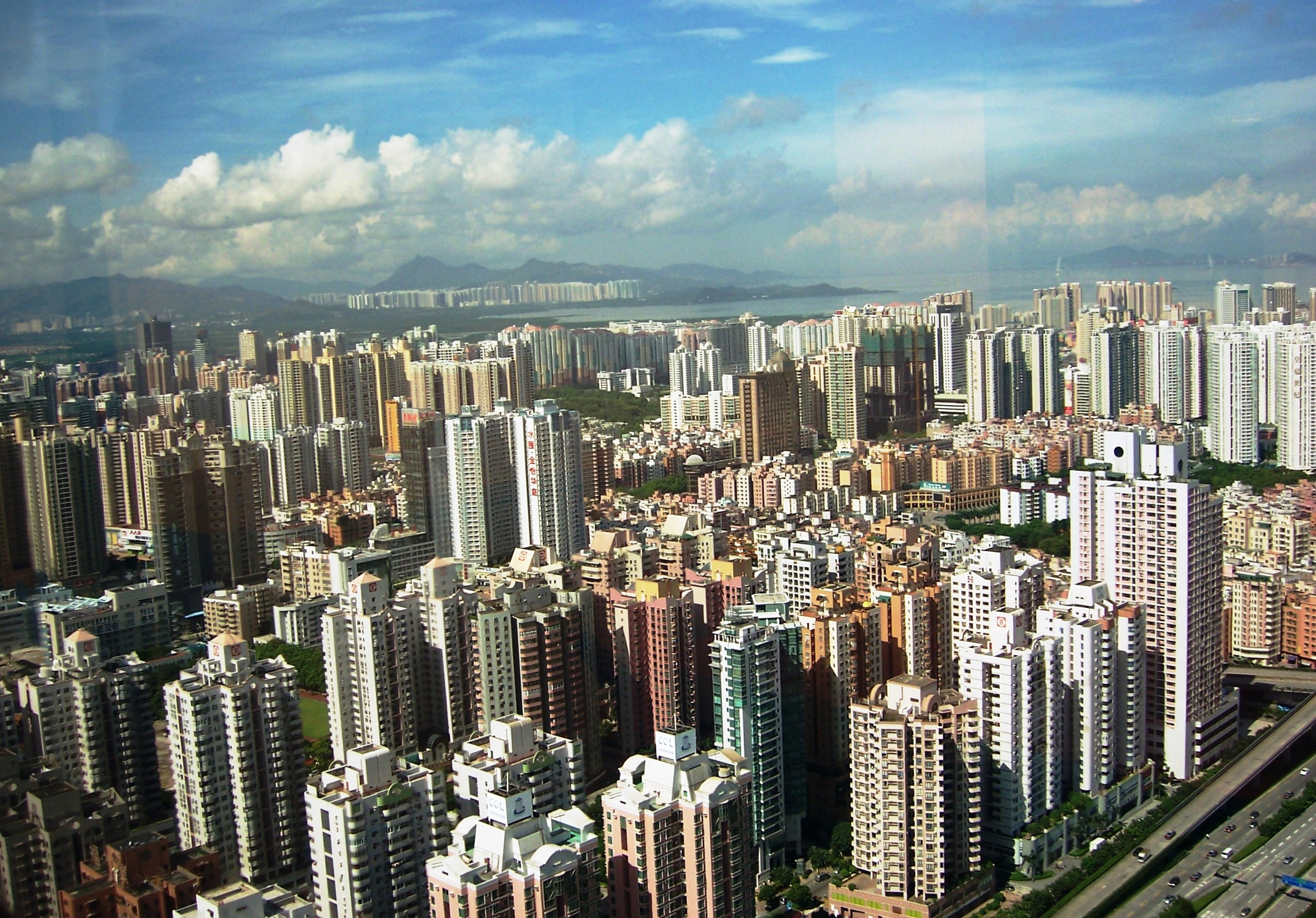
香港に隣接する深圳の風景。1980年代に急速に都市化し、常住人口1000万人以上の世界都市になった

都市化（としか、アメリカ英語: urbanization / イギリス英語: urbanisation）とは、都市への人口集中または都市の文化、習慣が周辺や農村に広がること。

## 都市化の進行

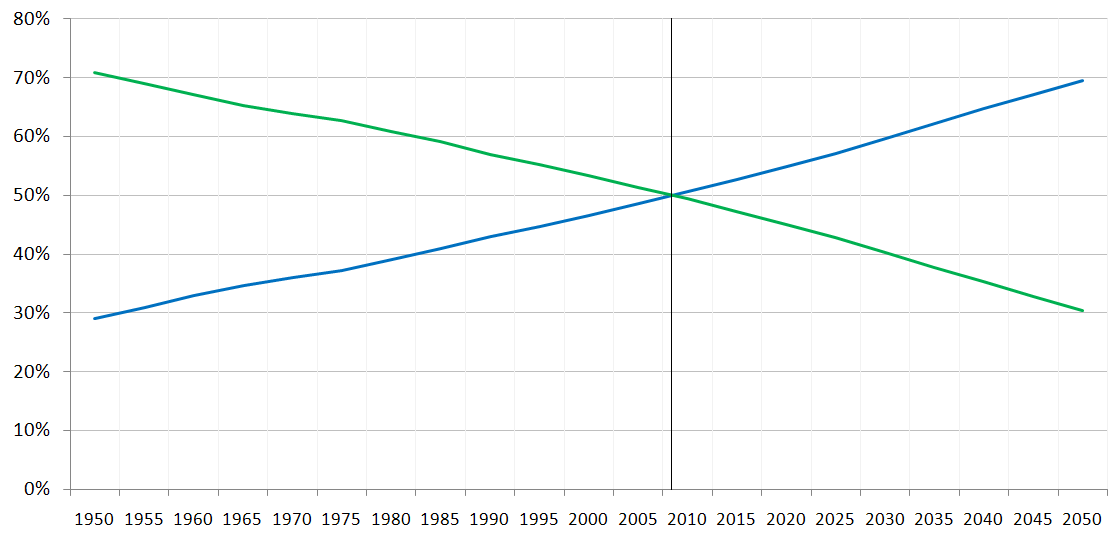
国連による、世界人口に占める都市人口と農村人口の割合の推移と予測。2007年以降、人類の半数以上が都市に住んでおり、その割合は増加し続けると考えられる。

近代化理論の下での都市化の現象は近代化や工業化とともに並行的に現れる。都市での労働力の需要が高まるとともに、都市と農村等との所得格差が増大し、農村から都市への大規模な人口移動を生じる。
その地域における生態系や経済に対し都市化が与える影響は広く研究されている。都市環境の拡大につれ人間社会に起きる政治的・心理学的変化を扱ったものには都市社会学がある。
2005年版の『国連世界都市化予測』報告（UN World Urbanization Prospects）によれば、20世紀は世界人口の急速な都市化を見た時代であった。1900年に2億2000万人（世界総人口の13%）だった都市人口は、1950年には7億3200万人（世界総人口の29%）に、2018年には38億人となり、世界人口の55%が都市に住むようになっている。同じ報告書によれば、2030年には都市人口は世界人口の60%（49億人）となっていると予測されている。
人口の都市化率は各国で異なる。先進国の都市化率は発展途上国よりも高いが、先進国ではすでに農村部の人口は少ないため、年ごとの都市化の進行は発展途上国よりも緩やかである。
国際連合人間居住計画（UN-HABITAT）の2006年年次報告によれば、2007年の半ば頃に世界の人口の多数派が都市に暮らすことになるという。これは人類史上初のことであり、報告では「都市の千年紀」の始まりと記されている。将来の予測では都市成長の93%はアジアおよびアフリカで起き、残りがラテンアメリカとカリブ諸国で起こる。2050年までに人類の3分の2にあたる60億人以上が都市あるいは町に住むと予測されている。

## 経済に与える影響

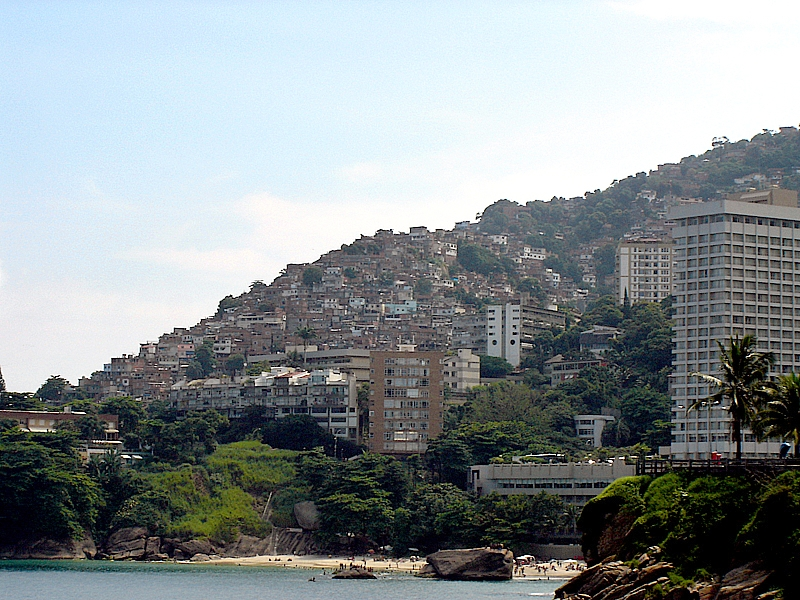
リオデジャネイロのスラム（ファヴェーラ）

都市化に伴うもっとも衝撃的で即時の影響は、農村部の急速な性格の変化にあらわれる。農村部のもっとも伝統的な産業である農業、および小規模な工業から近代産業へと地域・国の産業の主役が変わると、都市に立地する工業や関連する商業はその存続のために人口を広い範囲から引き抜くようになり、またさまざまな資源を製造業のために集めるようになる。こうして農村は人的・物的資源を都市に差し出し、都市から各種のサービスを受ける、都市に従属する存在となる。
大きな都市はより専門的な財やサービスを周辺地域や地方の市場に供給し、小都市に対する交通や小売業のハブの役割を果たす。資本・金融サービスの供給は大都市に集中し、高い教育を受けた労働力や行政機能も集中するようになる。こうして様々なサイズの都市に、高度なサービスの供給が集中する大都市からその影響を受ける地方都市に至る階層が発生する。
都市が成長すると、地代や家賃の劇的な上昇という効果も起こり、これによって労働者階級が住宅市場から退出させられることも起こる。新しく地方から来た労働者は経済や行政の中心である都心や最新の立派な住宅地に住むことができず、スラムなど不良住宅地に住むという「階級ごとの住み分け」が発生する。産業革命時、ヨーロッパ各地の大都市では都市西部に「よい地域」が広がり、東部に「悪い地域」が広がった。これはヨーロッパ全体に吹く南西からの風が石炭を燃やした煙など汚染物質を北東へ運ぶため、都市の西側が東側より環境が良くなったためとみられる。

## 都市化の変化

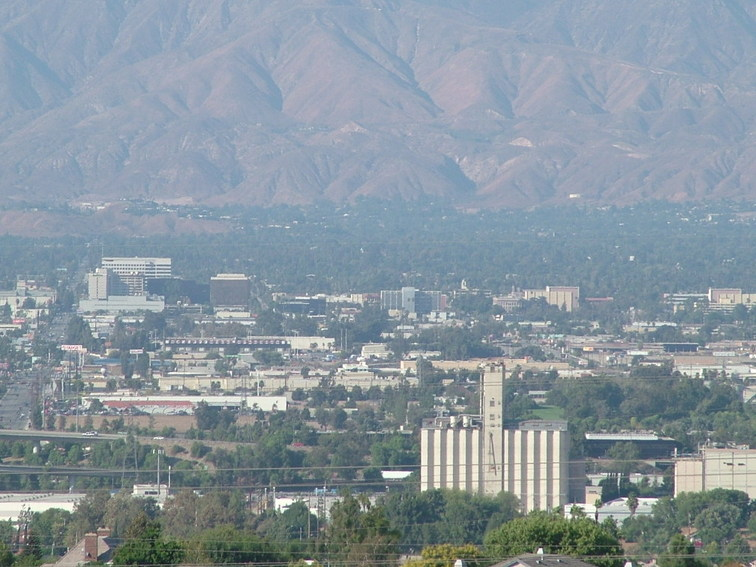
ロサンゼルス郊外の住宅・業務都市サンバーナーディーノ。エッジ・シティの一例

伝統的な都市化は、都市機能と住宅が都心の周りに集中するというものであった。例えばアメリカ合衆国では1970年代までは向都離村型と呼ばれる人口移動が中心であった。しかし交通機関の発達や都市環境の悪化などにともない、住宅が都市外部に移転する動きがおこった。これが郊外化である。アメリカ合衆国では1960年代には郊外への工業進出などによって局地的な変化が現われており、1970年代後半にはほとんどの研究者が南部を中心とする人口流入の逆転現象を認めるようになった。
郊外化は住宅のみにとどまらない。多くの研究者は、アメリカ合衆国における郊外化の変化や自動車交通網の発達により、都心や郊外の外側に新しい経済活動の集中点が生まれていることを指摘する。郊外外部に発生した、ネットワーク化された、複数の中心を持つ新しい形の人口や機能の集中地区は「エッジ・シティ」（edge city (Garreau, 1991)）、「ネットワーク・シティ」（network city (Batten, 1995)）、「ポストモダン・シティ」（postmodern city (Dear, 2000)）などと様々に呼称され、新しい形の都市化とみなされている。ロサンゼルスはこうした業務中心地が郊外外部のインターチェンジ付近に展開する典型的な都市である。
日本においてのエッジ・シティーは、鉄道が発達しているため郊外のターミナル駅に出来ることが多い。多摩都市モノレール線の開通した東京都立川市が、既存の地方都市であった八王子市を追い越したのが有名である。同じ八王子市内でも、新しく開発された多摩ニュータウンのほうが（旧市街よりも）平均所得・教育レベルが高いといわれている。さいたま市の旧大宮市域は、巨大な鉄道ターミナルによって発展している。既存の地方都市は県庁のある旧浦和市であるが、大宮より都心に近いことや教育レベルの高さなどで、（八王子とは違い）住宅地としての人気を保っている。

## 都市化に対する計画

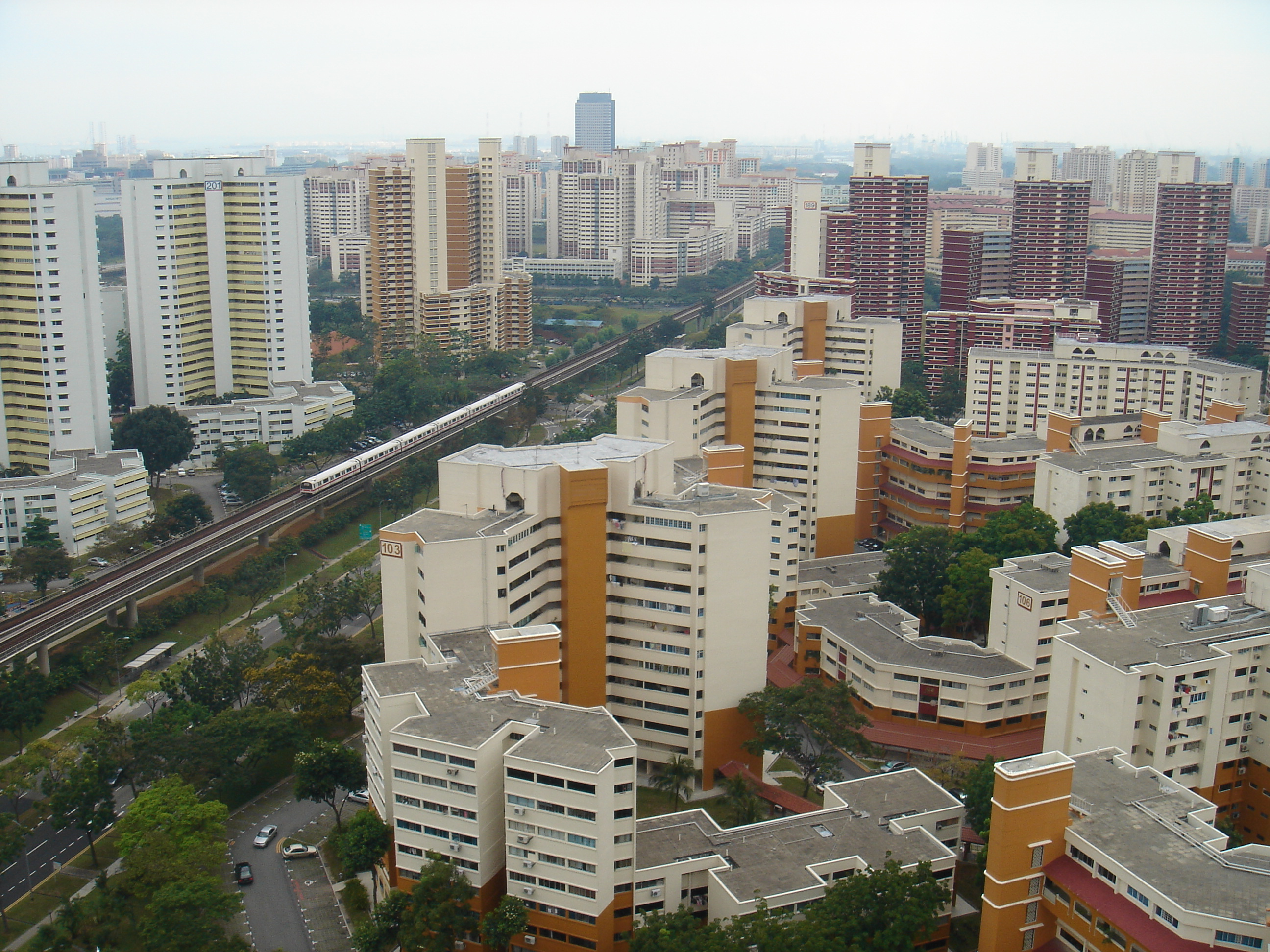
シンガポールのニュータウン、Bukit Batok。住宅発展局により計画的に建設された

都市化は自然発生的に起こることも、計画的に生成することもある。イギリスの田園都市構想や、各国の都市郊外に建設された団地やニュータウンでは、事前の計画に基づき住宅地が形成された。こうした人工都市は美学的、経済的、軍事的要請、または都市計画上の理由により建設される。
計画なく自然発生する都市はもっとも古くからある都市化の例で古代都市にも多くみられるが、為政者による王都の整備や征服者による新都市建設により計画都市に置き換えられることもあった。また防衛のためや経済活動のために道路建設や城壁建設・撤廃などの再開発が行われることも多かった。
ランドスケープ・アーキテクトは都市の景観設計に大きな役割を果たしている（公園設計、持続可能な排水・治水のシステム、緑道など）。こうした計画は住宅団地建設など都市化の前に行われることもあれば、都市化の後に地域再生や住環境改善のために行われることもある。

## 関連項目

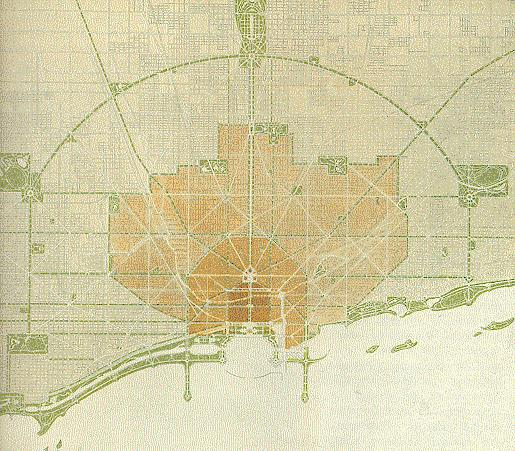
Daniel Burnham によるシカゴ都市計画（1909年）